# Ігмана близнюки (шахи)
Близнюки́ Ігмана — ідея утворення близнюків у шаховій композиції в такий спосіб: кожна нова позиція утворюється шляхом зміни кольору на протилежний будь-якої, крім короля, фігури, або кількох фігур.

## Історія
Цей спосіб утворення близнюків запропонував  шаховий композитор Ігман.
Перший близнюк має певне рішення. Другий близнюк утворюється від попередньої задачі після зміни кольору однієї фігури, або кількох фігур, і відповідно задача вже має інший розв'язок.
Цей спосіб утворення близнюків дістав назву — близнюки Ігмана.
   
|   | a | b | c | d | e | f | g | h |   |
| 8 | b8 чорна тура · f8 чорний ферзь · a7 білий король · d7 білий пішак · g7 чорний кінь · h7 чорна тура · a6 чорний кінь · b6 чорний пішак · c6 чорний пішак · d6 чорний король · f6 білий пішак · c5 білий кінь · e5 чорний пішак · b4 чорний пішак · h3 чорний слон | b8 чорна тура · f8 чорний ферзь · a7 білий король · d7 білий пішак · g7 чорний кінь · h7 чорна тура · a6 чорний кінь · b6 чорний пішак · c6 чорний пішак · d6 чорний король · f6 білий пішак · c5 білий кінь · e5 чорний пішак · b4 чорний пішак · h3 чорний слон | b8 чорна тура · f8 чорний ферзь · a7 білий король · d7 білий пішак · g7 чорний кінь · h7 чорна тура · a6 чорний кінь · b6 чорний пішак · c6 чорний пішак · d6 чорний король · f6 білий пішак · c5 білий кінь · e5 чорний пішак · b4 чорний пішак · h3 чорний слон | b8 чорна тура · f8 чорний ферзь · a7 білий король · d7 білий пішак · g7 чорний кінь · h7 чорна тура · a6 чорний кінь · b6 чорний пішак · c6 чорний пішак · d6 чорний король · f6 білий пішак · c5 білий кінь · e5 чорний пішак · b4 чорний пішак · h3 чорний слон | b8 чорна тура · f8 чорний ферзь · a7 білий король · d7 білий пішак · g7 чорний кінь · h7 чорна тура · a6 чорний кінь · b6 чорний пішак · c6 чорний пішак · d6 чорний король · f6 білий пішак · c5 білий кінь · e5 чорний пішак · b4 чорний пішак · h3 чорний слон | b8 чорна тура · f8 чорний ферзь · a7 білий король · d7 білий пішак · g7 чорний кінь · h7 чорна тура · a6 чорний кінь · b6 чорний пішак · c6 чорний пішак · d6 чорний король · f6 білий пішак · c5 білий кінь · e5 чорний пішак · b4 чорний пішак · h3 чорний слон | b8 чорна тура · f8 чорний ферзь · a7 білий король · d7 білий пішак · g7 чорний кінь · h7 чорна тура · a6 чорний кінь · b6 чорний пішак · c6 чорний пішак · d6 чорний король · f6 білий пішак · c5 білий кінь · e5 чорний пішак · b4 чорний пішак · h3 чорний слон | b8 чорна тура · f8 чорний ферзь · a7 білий король · d7 білий пішак · g7 чорний кінь · h7 чорна тура · a6 чорний кінь · b6 чорний пішак · c6 чорний пішак · d6 чорний король · f6 білий пішак · c5 білий кінь · e5 чорний пішак · b4 чорний пішак · h3 чорний слон | 8 |
| 7 | b8 чорна тура · f8 чорний ферзь · a7 білий король · d7 білий пішак · g7 чорний кінь · h7 чорна тура · a6 чорний кінь · b6 чорний пішак · c6 чорний пішак · d6 чорний король · f6 білий пішак · c5 білий кінь · e5 чорний пішак · b4 чорний пішак · h3 чорний слон | b8 чорна тура · f8 чорний ферзь · a7 білий король · d7 білий пішак · g7 чорний кінь · h7 чорна тура · a6 чорний кінь · b6 чорний пішак · c6 чорний пішак · d6 чорний король · f6 білий пішак · c5 білий кінь · e5 чорний пішак · b4 чорний пішак · h3 чорний слон | b8 чорна тура · f8 чорний ферзь · a7 білий король · d7 білий пішак · g7 чорний кінь · h7 чорна тура · a6 чорний кінь · b6 чорний пішак · c6 чорний пішак · d6 чорний король · f6 білий пішак · c5 білий кінь · e5 чорний пішак · b4 чорний пішак · h3 чорний слон | b8 чорна тура · f8 чорний ферзь · a7 білий король · d7 білий пішак · g7 чорний кінь · h7 чорна тура · a6 чорний кінь · b6 чорний пішак · c6 чорний пішак · d6 чорний король · f6 білий пішак · c5 білий кінь · e5 чорний пішак · b4 чорний пішак · h3 чорний слон | b8 чорна тура · f8 чорний ферзь · a7 білий король · d7 білий пішак · g7 чорний кінь · h7 чорна тура · a6 чорний кінь · b6 чорний пішак · c6 чорний пішак · d6 чорний король · f6 білий пішак · c5 білий кінь · e5 чорний пішак · b4 чорний пішак · h3 чорний слон | b8 чорна тура · f8 чорний ферзь · a7 білий король · d7 білий пішак · g7 чорний кінь · h7 чорна тура · a6 чорний кінь · b6 чорний пішак · c6 чорний пішак · d6 чорний король · f6 білий пішак · c5 білий кінь · e5 чорний пішак · b4 чорний пішак · h3 чорний слон | b8 чорна тура · f8 чорний ферзь · a7 білий король · d7 білий пішак · g7 чорний кінь · h7 чорна тура · a6 чорний кінь · b6 чорний пішак · c6 чорний пішак · d6 чорний король · f6 білий пішак · c5 білий кінь · e5 чорний пішак · b4 чорний пішак · h3 чорний слон | b8 чорна тура · f8 чорний ферзь · a7 білий король · d7 білий пішак · g7 чорний кінь · h7 чорна тура · a6 чорний кінь · b6 чорний пішак · c6 чорний пішак · d6 чорний король · f6 білий пішак · c5 білий кінь · e5 чорний пішак · b4 чорний пішак · h3 чорний слон | 7 |
| 6 | b8 чорна тура · f8 чорний ферзь · a7 білий король · d7 білий пішак · g7 чорний кінь · h7 чорна тура · a6 чорний кінь · b6 чорний пішак · c6 чорний пішак · d6 чорний король · f6 білий пішак · c5 білий кінь · e5 чорний пішак · b4 чорний пішак · h3 чорний слон | b8 чорна тура · f8 чорний ферзь · a7 білий король · d7 білий пішак · g7 чорний кінь · h7 чорна тура · a6 чорний кінь · b6 чорний пішак · c6 чорний пішак · d6 чорний король · f6 білий пішак · c5 білий кінь · e5 чорний пішак · b4 чорний пішак · h3 чорний слон | b8 чорна тура · f8 чорний ферзь · a7 білий король · d7 білий пішак · g7 чорний кінь · h7 чорна тура · a6 чорний кінь · b6 чорний пішак · c6 чорний пішак · d6 чорний король · f6 білий пішак · c5 білий кінь · e5 чорний пішак · b4 чорний пішак · h3 чорний слон | b8 чорна тура · f8 чорний ферзь · a7 білий король · d7 білий пішак · g7 чорний кінь · h7 чорна тура · a6 чорний кінь · b6 чорний пішак · c6 чорний пішак · d6 чорний король · f6 білий пішак · c5 білий кінь · e5 чорний пішак · b4 чорний пішак · h3 чорний слон | b8 чорна тура · f8 чорний ферзь · a7 білий король · d7 білий пішак · g7 чорний кінь · h7 чорна тура · a6 чорний кінь · b6 чорний пішак · c6 чорний пішак · d6 чорний король · f6 білий пішак · c5 білий кінь · e5 чорний пішак · b4 чорний пішак · h3 чорний слон | b8 чорна тура · f8 чорний ферзь · a7 білий король · d7 білий пішак · g7 чорний кінь · h7 чорна тура · a6 чорний кінь · b6 чорний пішак · c6 чорний пішак · d6 чорний король · f6 білий пішак · c5 білий кінь · e5 чорний пішак · b4 чорний пішак · h3 чорний слон | b8 чорна тура · f8 чорний ферзь · a7 білий король · d7 білий пішак · g7 чорний кінь · h7 чорна тура · a6 чорний кінь · b6 чорний пішак · c6 чорний пішак · d6 чорний король · f6 білий пішак · c5 білий кінь · e5 чорний пішак · b4 чорний пішак · h3 чорний слон | b8 чорна тура · f8 чорний ферзь · a7 білий король · d7 білий пішак · g7 чорний кінь · h7 чорна тура · a6 чорний кінь · b6 чорний пішак · c6 чорний пішак · d6 чорний король · f6 білий пішак · c5 білий кінь · e5 чорний пішак · b4 чорний пішак · h3 чорний слон | 6 |
| 5 | b8 чорна тура · f8 чорний ферзь · a7 білий король · d7 білий пішак · g7 чорний кінь · h7 чорна тура · a6 чорний кінь · b6 чорний пішак · c6 чорний пішак · d6 чорний король · f6 білий пішак · c5 білий кінь · e5 чорний пішак · b4 чорний пішак · h3 чорний слон | b8 чорна тура · f8 чорний ферзь · a7 білий король · d7 білий пішак · g7 чорний кінь · h7 чорна тура · a6 чорний кінь · b6 чорний пішак · c6 чорний пішак · d6 чорний король · f6 білий пішак · c5 білий кінь · e5 чорний пішак · b4 чорний пішак · h3 чорний слон | b8 чорна тура · f8 чорний ферзь · a7 білий король · d7 білий пішак · g7 чорний кінь · h7 чорна тура · a6 чорний кінь · b6 чорний пішак · c6 чорний пішак · d6 чорний король · f6 білий пішак · c5 білий кінь · e5 чорний пішак · b4 чорний пішак · h3 чорний слон | b8 чорна тура · f8 чорний ферзь · a7 білий король · d7 білий пішак · g7 чорний кінь · h7 чорна тура · a6 чорний кінь · b6 чорний пішак · c6 чорний пішак · d6 чорний король · f6 білий пішак · c5 білий кінь · e5 чорний пішак · b4 чорний пішак · h3 чорний слон | b8 чорна тура · f8 чорний ферзь · a7 білий король · d7 білий пішак · g7 чорний кінь · h7 чорна тура · a6 чорний кінь · b6 чорний пішак · c6 чорний пішак · d6 чорний король · f6 білий пішак · c5 білий кінь · e5 чорний пішак · b4 чорний пішак · h3 чорний слон | b8 чорна тура · f8 чорний ферзь · a7 білий король · d7 білий пішак · g7 чорний кінь · h7 чорна тура · a6 чорний кінь · b6 чорний пішак · c6 чорний пішак · d6 чорний король · f6 білий пішак · c5 білий кінь · e5 чорний пішак · b4 чорний пішак · h3 чорний слон | b8 чорна тура · f8 чорний ферзь · a7 білий король · d7 білий пішак · g7 чорний кінь · h7 чорна тура · a6 чорний кінь · b6 чорний пішак · c6 чорний пішак · d6 чорний король · f6 білий пішак · c5 білий кінь · e5 чорний пішак · b4 чорний пішак · h3 чорний слон | b8 чорна тура · f8 чорний ферзь · a7 білий король · d7 білий пішак · g7 чорний кінь · h7 чорна тура · a6 чорний кінь · b6 чорний пішак · c6 чорний пішак · d6 чорний король · f6 білий пішак · c5 білий кінь · e5 чорний пішак · b4 чорний пішак · h3 чорний слон | 5 |
| 4 | b8 чорна тура · f8 чорний ферзь · a7 білий король · d7 білий пішак · g7 чорний кінь · h7 чорна тура · a6 чорний кінь · b6 чорний пішак · c6 чорний пішак · d6 чорний король · f6 білий пішак · c5 білий кінь · e5 чорний пішак · b4 чорний пішак · h3 чорний слон | b8 чорна тура · f8 чорний ферзь · a7 білий король · d7 білий пішак · g7 чорний кінь · h7 чорна тура · a6 чорний кінь · b6 чорний пішак · c6 чорний пішак · d6 чорний король · f6 білий пішак · c5 білий кінь · e5 чорний пішак · b4 чорний пішак · h3 чорний слон | b8 чорна тура · f8 чорний ферзь · a7 білий король · d7 білий пішак · g7 чорний кінь · h7 чорна тура · a6 чорний кінь · b6 чорний пішак · c6 чорний пішак · d6 чорний король · f6 білий пішак · c5 білий кінь · e5 чорний пішак · b4 чорний пішак · h3 чорний слон | b8 чорна тура · f8 чорний ферзь · a7 білий король · d7 білий пішак · g7 чорний кінь · h7 чорна тура · a6 чорний кінь · b6 чорний пішак · c6 чорний пішак · d6 чорний король · f6 білий пішак · c5 білий кінь · e5 чорний пішак · b4 чорний пішак · h3 чорний слон | b8 чорна тура · f8 чорний ферзь · a7 білий король · d7 білий пішак · g7 чорний кінь · h7 чорна тура · a6 чорний кінь · b6 чорний пішак · c6 чорний пішак · d6 чорний король · f6 білий пішак · c5 білий кінь · e5 чорний пішак · b4 чорний пішак · h3 чорний слон | b8 чорна тура · f8 чорний ферзь · a7 білий король · d7 білий пішак · g7 чорний кінь · h7 чорна тура · a6 чорний кінь · b6 чорний пішак · c6 чорний пішак · d6 чорний король · f6 білий пішак · c5 білий кінь · e5 чорний пішак · b4 чорний пішак · h3 чорний слон | b8 чорна тура · f8 чорний ферзь · a7 білий король · d7 білий пішак · g7 чорний кінь · h7 чорна тура · a6 чорний кінь · b6 чорний пішак · c6 чорний пішак · d6 чорний король · f6 білий пішак · c5 білий кінь · e5 чорний пішак · b4 чорний пішак · h3 чорний слон | b8 чорна тура · f8 чорний ферзь · a7 білий король · d7 білий пішак · g7 чорний кінь · h7 чорна тура · a6 чорний кінь · b6 чорний пішак · c6 чорний пішак · d6 чорний король · f6 білий пішак · c5 білий кінь · e5 чорний пішак · b4 чорний пішак · h3 чорний слон | 4 |
| 3 | b8 чорна тура · f8 чорний ферзь · a7 білий король · d7 білий пішак · g7 чорний кінь · h7 чорна тура · a6 чорний кінь · b6 чорний пішак · c6 чорний пішак · d6 чорний король · f6 білий пішак · c5 білий кінь · e5 чорний пішак · b4 чорний пішак · h3 чорний слон | b8 чорна тура · f8 чорний ферзь · a7 білий король · d7 білий пішак · g7 чорний кінь · h7 чорна тура · a6 чорний кінь · b6 чорний пішак · c6 чорний пішак · d6 чорний король · f6 білий пішак · c5 білий кінь · e5 чорний пішак · b4 чорний пішак · h3 чорний слон | b8 чорна тура · f8 чорний ферзь · a7 білий король · d7 білий пішак · g7 чорний кінь · h7 чорна тура · a6 чорний кінь · b6 чорний пішак · c6 чорний пішак · d6 чорний король · f6 білий пішак · c5 білий кінь · e5 чорний пішак · b4 чорний пішак · h3 чорний слон | b8 чорна тура · f8 чорний ферзь · a7 білий король · d7 білий пішак · g7 чорний кінь · h7 чорна тура · a6 чорний кінь · b6 чорний пішак · c6 чорний пішак · d6 чорний король · f6 білий пішак · c5 білий кінь · e5 чорний пішак · b4 чорний пішак · h3 чорний слон | b8 чорна тура · f8 чорний ферзь · a7 білий король · d7 білий пішак · g7 чорний кінь · h7 чорна тура · a6 чорний кінь · b6 чорний пішак · c6 чорний пішак · d6 чорний король · f6 білий пішак · c5 білий кінь · e5 чорний пішак · b4 чорний пішак · h3 чорний слон | b8 чорна тура · f8 чорний ферзь · a7 білий король · d7 білий пішак · g7 чорний кінь · h7 чорна тура · a6 чорний кінь · b6 чорний пішак · c6 чорний пішак · d6 чорний король · f6 білий пішак · c5 білий кінь · e5 чорний пішак · b4 чорний пішак · h3 чорний слон | b8 чорна тура · f8 чорний ферзь · a7 білий король · d7 білий пішак · g7 чорний кінь · h7 чорна тура · a6 чорний кінь · b6 чорний пішак · c6 чорний пішак · d6 чорний король · f6 білий пішак · c5 білий кінь · e5 чорний пішак · b4 чорний пішак · h3 чорний слон | b8 чорна тура · f8 чорний ферзь · a7 білий король · d7 білий пішак · g7 чорний кінь · h7 чорна тура · a6 чорний кінь · b6 чорний пішак · c6 чорний пішак · d6 чорний король · f6 білий пішак · c5 білий кінь · e5 чорний пішак · b4 чорний пішак · h3 чорний слон | 3 |
| 2 | b8 чорна тура · f8 чорний ферзь · a7 білий король · d7 білий пішак · g7 чорний кінь · h7 чорна тура · a6 чорний кінь · b6 чорний пішак · c6 чорний пішак · d6 чорний король · f6 білий пішак · c5 білий кінь · e5 чорний пішак · b4 чорний пішак · h3 чорний слон | b8 чорна тура · f8 чорний ферзь · a7 білий король · d7 білий пішак · g7 чорний кінь · h7 чорна тура · a6 чорний кінь · b6 чорний пішак · c6 чорний пішак · d6 чорний король · f6 білий пішак · c5 білий кінь · e5 чорний пішак · b4 чорний пішак · h3 чорний слон | b8 чорна тура · f8 чорний ферзь · a7 білий король · d7 білий пішак · g7 чорний кінь · h7 чорна тура · a6 чорний кінь · b6 чорний пішак · c6 чорний пішак · d6 чорний король · f6 білий пішак · c5 білий кінь · e5 чорний пішак · b4 чорний пішак · h3 чорний слон | b8 чорна тура · f8 чорний ферзь · a7 білий король · d7 білий пішак · g7 чорний кінь · h7 чорна тура · a6 чорний кінь · b6 чорний пішак · c6 чорний пішак · d6 чорний король · f6 білий пішак · c5 білий кінь · e5 чорний пішак · b4 чорний пішак · h3 чорний слон | b8 чорна тура · f8 чорний ферзь · a7 білий король · d7 білий пішак · g7 чорний кінь · h7 чорна тура · a6 чорний кінь · b6 чорний пішак · c6 чорний пішак · d6 чорний король · f6 білий пішак · c5 білий кінь · e5 чорний пішак · b4 чорний пішак · h3 чорний слон | b8 чорна тура · f8 чорний ферзь · a7 білий король · d7 білий пішак · g7 чорний кінь · h7 чорна тура · a6 чорний кінь · b6 чорний пішак · c6 чорний пішак · d6 чорний король · f6 білий пішак · c5 білий кінь · e5 чорний пішак · b4 чорний пішак · h3 чорний слон | b8 чорна тура · f8 чорний ферзь · a7 білий король · d7 білий пішак · g7 чорний кінь · h7 чорна тура · a6 чорний кінь · b6 чорний пішак · c6 чорний пішак · d6 чорний король · f6 білий пішак · c5 білий кінь · e5 чорний пішак · b4 чорний пішак · h3 чорний слон | b8 чорна тура · f8 чорний ферзь · a7 білий король · d7 білий пішак · g7 чорний кінь · h7 чорна тура · a6 чорний кінь · b6 чорний пішак · c6 чорний пішак · d6 чорний король · f6 білий пішак · c5 білий кінь · e5 чорний пішак · b4 чорний пішак · h3 чорний слон | 2 |
| 1 | b8 чорна тура · f8 чорний ферзь · a7 білий король · d7 білий пішак · g7 чорний кінь · h7 чорна тура · a6 чорний кінь · b6 чорний пішак · c6 чорний пішак · d6 чорний король · f6 білий пішак · c5 білий кінь · e5 чорний пішак · b4 чорний пішак · h3 чорний слон | b8 чорна тура · f8 чорний ферзь · a7 білий король · d7 білий пішак · g7 чорний кінь · h7 чорна тура · a6 чорний кінь · b6 чорний пішак · c6 чорний пішак · d6 чорний король · f6 білий пішак · c5 білий кінь · e5 чорний пішак · b4 чорний пішак · h3 чорний слон | b8 чорна тура · f8 чорний ферзь · a7 білий король · d7 білий пішак · g7 чорний кінь · h7 чорна тура · a6 чорний кінь · b6 чорний пішак · c6 чорний пішак · d6 чорний король · f6 білий пішак · c5 білий кінь · e5 чорний пішак · b4 чорний пішак · h3 чорний слон | b8 чорна тура · f8 чорний ферзь · a7 білий король · d7 білий пішак · g7 чорний кінь · h7 чорна тура · a6 чорний кінь · b6 чорний пішак · c6 чорний пішак · d6 чорний король · f6 білий пішак · c5 білий кінь · e5 чорний пішак · b4 чорний пішак · h3 чорний слон | b8 чорна тура · f8 чорний ферзь · a7 білий король · d7 білий пішак · g7 чорний кінь · h7 чорна тура · a6 чорний кінь · b6 чорний пішак · c6 чорний пішак · d6 чорний король · f6 білий пішак · c5 білий кінь · e5 чорний пішак · b4 чорний пішак · h3 чорний слон | b8 чорна тура · f8 чорний ферзь · a7 білий король · d7 білий пішак · g7 чорний кінь · h7 чорна тура · a6 чорний кінь · b6 чорний пішак · c6 чорний пішак · d6 чорний король · f6 білий пішак · c5 білий кінь · e5 чорний пішак · b4 чорний пішак · h3 чорний слон | b8 чорна тура · f8 чорний ферзь · a7 білий король · d7 білий пішак · g7 чорний кінь · h7 чорна тура · a6 чорний кінь · b6 чорний пішак · c6 чорний пішак · d6 чорний король · f6 білий пішак · c5 білий кінь · e5 чорний пішак · b4 чорний пішак · h3 чорний слон | b8 чорна тура · f8 чорний ферзь · a7 білий король · d7 білий пішак · g7 чорний кінь · h7 чорна тура · a6 чорний кінь · b6 чорний пішак · c6 чорний пішак · d6 чорний король · f6 білий пішак · c5 білий кінь · e5 чорний пішак · b4 чорний пішак · h3 чорний слон | 1 |
|   | a | b | c | d | e | f | g | h |   |

b) b6=b6; c)=b) c6=c6; d)=c) b6=b6;
a) 1. Kc7 d8T 2. Sf5 Se6#
b) 1. Dg8 d8L 2. Dd5 Le7#
c) 1. Sc7 d8S 2. Sd5 Se4#
d) 1. bc   d8D 2. Ld7 Dd7#